# 飛英街道
飛英街道是浙江省湖州市吳興區一個下轄街道，位于湖州市區中、北部。東與月河街道為界，南達駱駝橋北堍與愛山街道相接，西至龍溪港與白雀鄉隔水相望，北越環城北路與龍泉街道毗鄰。面積約1．5平方公里。有6621戶，23573人（1981年），絕大多數是漢族江浙民系，間有少數回族、滿族、畲族、白族等族。

## 歷史
- 中華人民共和國成立後初期：轄區屬愛山鎮。
- 1951年：5月建制為第四鎮。
- 1954年：改稱第四街道。
- 1958年：和第五街道合併為“五街”。
- 1962年：仍與“五街”分設，稱第四街道。
- 1970年：改稱“紅星街道”。
- 1971年：複稱第四街道。
- 1981年：全市地名普查中更名為飛英街道。以境內有古跡飛英塔因名。

轄區內有人民路、北街、環城北路、益民路等七條道路和紫城巷、塔下街、眠佛寺街等巷弄56條，縱橫交錯，連接貫通。

## 行政區劃
飛英街道下轄：
塔下街社區、新莊街社區、吉山四村社區、吉山五村社區、吉山六村社區、吉山村社區、牆壕里社區、余家漾社區、新華苑社區、米行街社區。

## 街路
轄區內有人民路，北街，環城北路、益民路等七條道路和紫城巷，塔下街，眠佛寺街等巷弄56條，縱橫交錯，連接貫通。
人民路是湖州主要街路之一，縱貫市區中心，北自城北大閘以正南方向直指駱駝橋西側，與紅旗路交接，越橋與東街相接，東通北街，此路築於1958年，在原太和坊、雀杆下、霸王門街三段狹小的街面基礎上拆除東側舊房屋，填平古運糧河擴建而成，全長1193米，寬24米，此路南段是商業區。
人民路北段原霸王門街，舊有湖州城北正門之霸王門。據明萬曆《湖州府志》記載。“西楚霸王廟，舊在郡北弁山，名項王廟以祀羽，梁天監（西元502年—519年）末，太守蕭琛始建於州治北，今郡城之奉勝門有祠，號日霸王廟，其城門俗呼霸王門。”霸王門之名一直沿用至今。廟早毀無遺跡。
北街是湖州一條古老街道，北起臨湖門外之臨湖橋與環城北路相接，向西南延伸至駱駝橋堍，全長702米，寬6米，分稱有上，中，下三個街段名。1966年文革時曾改名為工農路。中華人民共和國成立前是舊式石板路面，坎坷不平，中華人民共和國成立後改鋪瀝青路面，系城區主要街道與商業區。
環城北路原是舊湖州東北一段城牆基地，中華人民共和國成立前城牆塌廢，阻塞交通。中華人民共和國成立後拆除廢圮城牆，朗平路基，鋪填石塊，灌澆瀝青，成為平坦的林蔭大道。
公圜路舊名紫城巷。湖州府治原系湖州子城。據清同治版《湖州府志》記載：子城《統記》秦時為項王故城。秦末楚將項梁起兵於吳，佔領湖州時築，城早巳拆毀，但其址北仍以紫城巷沿用。中華人民共和國成立後改為公園路。

## 古跡

### 府廟
湖州府廟即湖州城隍廟，始建于明洪武二年（1369年），景泰五年（1454年）重修。成化十年（1474年）勞鉞任湖州知府又重修。以後又經過多次重修。辛亥革命後，軍閥割據時曾擬拆除，民众力爭，改為“勞公祠”。勞鉞在湖時曾修《湖州府志》，且頗有功績，以紀念明知府勞鉞。現尚存大殿，保留明代建築式樣。

### 飛英塔
飛英塔是省級重點文物保護單位，塔有內外兩座，內石塔始建于唐鹹通年間（西元860年—874年），外罩磚木結構之塔，始建于宋初開寶年間（西元968年—976年），歷代累有興廢。塔形七層八角，高有30余米，塔有廊板扶梯，可上塔頂，北望太湖，點點風帆，歷歷在目，南眺道場，幢幢塔影，遙遙相對。其左原有飛英塔院，內有橫臥大佛，院外直街名為眠佛寺街，塔前稱塔下街。